# UHF-Konverter

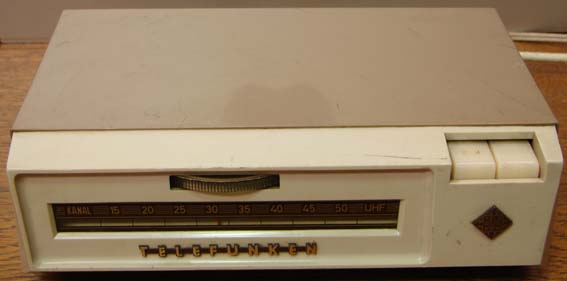
Telefunken UHF-Konverter UV2 mit Spanngitterröhren EC86 und EC88.

Ein UHF-Konverter ist eine Baugruppe aus der Nachrichtentechnik, die Signale aus dem UHF-Frequenzband linear in ein anderes Frequenzband (meist Kanal 3 oder 4 in VHF-Band I) umsetzt.
UHF-Konverter wurden in den 1950er/60er Jahren insbesondere in der Fernsehtechnik verwendet, um nicht-UHF-tauglichen Fernsehgeräten den Empfang von im UHF-Band ausgestrahlten Fernsehprogrammen zu ermöglichen. Hier wurden Teilbereiche des UHF-Frequenzbandes in das VHF-Frequenzband umgesetzt.
Die ersten Geräte waren zunächst noch mit Elektronenröhren, später mit rauscharmen Transistoren bestückt.
Hinsichtlich ihres Einsatzzwecks ähneln UHF-Konverter den heutigen Set-Top-Boxen, die ebenfalls den Empfang eigentlich nicht empfangbarer Programme ermöglichen.

## Einsatz und Geschichte
Da bis in die 1960er Jahre Fernsehsendungen in Deutschland ausschließlich im VHF-Frequenzband ausgestrahlt wurden, besaßen die meisten in Gebrauch befindlichen Fernsehgeräte keinen UHF-tauglichen Tuner. Um dennoch Fernsehprogramme im seinerzeit neu eingeführten UHF-Bereich mit den vorhandenen Geräten empfangen zu können, wurden für diese die UHF-Konverter entwickelt. Damit konnten die neuen Fernsehsender, wie zum Beispiel das ab 1963 startende ZDF, später auch die Dritten Fernsehprogramme oder ab 1969 das 2. Programm des Deutschen Fernsehfunks der DDR aus dem UHF-Band empfangen werden.
Erste UHF-Konverter waren röhrenbestückt, z. B. ein Modell von Philips NT1152 mit zwei Trioden EC86.
In der DDR gab es bis zur Einführung des 2. Programm des Deutschen Fernsehfunks keine UHF-Konverter zu kaufen. Im Einzelhandel waren dann kommerziell gefertigte TV-Geräte mit UHF-Tuner, Festfrequenzkonverter und auch von Hand abstimmbare Konverter, wie den „UHF-Konverter II“ vom VEB Elektrotechnik Eisenach, der die CCIR-Fernsehkanäle 21 bis 39 empfangen konnte, frei erhältlich. Einige TV-Geräte aus der DDR konnten dann auch mit einem UHF-Tuner von Fachbetrieben nachgerüstet werden.
Um westdeutsche UHF-Fernsehsender (Westfernsehen) empfangen zu können, bauten sich viele Bürger UHF-Konverter selbst. Dazu war oft die private Einfuhr der erforderlichen Transistoren aus der Bundesrepublik Deutschland erforderlich. In einem elektronischen Jahrbuch der DDR gab es 1971 mit der Aufnahme des Sendebetriebes des ersten UHF-Senders in der DDR (Zweites Programm des DDR-Fernsehens seit 1969) eine detaillierte Bauanleitung. Es war ein Festfrequenzkonverter, der nur den einen UHF-Sender in das VHF-Band I umsetzen konnte. Als Transistoren werden AF139 (BRD) oder GF145 (DDR) angegeben.
Auch in der BRD gab es transistorisierte UHF-Konverter wie den „transUHF“ der Quelle GmbH.
Bei einigen Großgemeinschaftsantennenanlagen, den Vorläufern des Kabelfernsehens, wurden in der Anfangszeit in der Kopfstation spezielle UHF-Konverter verwendet, um die höhere Dämpfung des Antennenkabelnetzes im UHF-Bereich zu umgehen und somit alle Fernsehsender preisgünstig im VHF-Bereich übertragen zu können. So konnten auch ältere Fernsehgeräte im angeschlossenen Kabelnetz ohne eigenen Konverter oder UHF-Tuner die gewünschten UHF-Kanäle im VHF-Band empfangen, da das UHF-Signal auf einen freien Kanal in Band I umgesetzt wurde. Es gab Kleinausführungen, die sich technisch nur unwesentlich von UHF-Konvertern unterschieden sowie größere Ausführungen für bis zu 50 Teilnehmer.
In den 1980er Jahren gab es noch sogenannte Kabelkonverter für einzelne Fernsehgeräte, welche die Sonderkänale des Kabelfernsehens in den damals nicht vom Kabelfernsehen benutzten UHF-Bereich umsetzten und damit deren Empfang ohne einen Kabeltuner im Fernsehgerät ermöglichten.

## Technik

### Zusammenschaltung und Bedienung
Röhrenbestückte Konverter wogen über 2 kg und waren z. B. mit den Röhren EC88 und EC86 bestückt. Die transistorbestückten Geräte waren wesentlich leichter. UHF-Konverter mussten an eine Netzsteckdose, an die vorhandene VHF-Antenne sowie die (neue) UHF-Antenne angeschlossen werden. Das HF-Ausgangskabel des Konverters wurde mit dem VHF-Antenneneingang des Fernsehgeräts verbunden.
Zum VHF-Empfang war der Konverter auf VHF zu schalten und am Fernsehgerät wie gehabt der gewünschte Kanal zu wählen. Zum UHF-Empfang war der Konverter auf UHF und das Fernsehgerät auf Kanal 3 oder 4 zu stellen. Der gewünschte Sender wurde am Abstimmknopf des Konverters eingestellt.
Bei manchen Geräten wurde der Netzstecker des Fernsehgerätes in eine am Konverter vorhandene Netzsteckdose gesteckt. Der Konverter versorgte sich bei den transistorisierten Geräten automatisch selbst aus einem kleinen Trafo, der mit seiner Primärseite in Serie zur Netzstromversorgung des Fernsehers geschaltet war. Dennoch musste auch an diesen Geräten das Signal zwischen VHF und UHF umgeschaltet werden, weil es keine Frequenzweiche gab. Ein röhrenbestücktes Gerät von Philips hatte ebenfalls einen zum Fernseher durchgeschleiften Netzanschluss; hier sorgte ein Bimetallschalter dafür, dass der Konverter einschaltete, wenn der Fernseher Strom aufnahm.

### Elektronik
UHF-Konverter arbeiten nach dem Überlagerungsprinzip.
Über einen Bandpass gelangt das Antennensignal auf einen selektiven Vorverstärker mit einem auf die Empfangsfrequenz abgestimmten Vorkreis. Die Abstimmung erfolgte mit einem Mehrfach-Drehkondensator, es gab jedoch auch Festfrequenzkonverter, die lediglich Trimmer hatten und auf den (oft einzigen) UHF-Sender abgestimmt waren.
Die Verstärkerstufe war ein Transistor (z. B. ein Germanium-Mesatransistor AF239) oder eine  Gitterbasisschaltung mit der EC86.
Danach gelangte das Signal auf eine selbstschwingende Mischstufe (Oszillator ist zugleich Mischer), bestehend aus einem weiteren Transistor (z. B. AF139) bzw. einer weiteren Triode. Eine weitere Schaltungsvariante verwendete eine Germanium-Mischdiode und einen separaten, mit einer Triode EC86 arbeitenden Oszillator. Der ebenfalls kapazitiv abgestimmte Schwingkreis des Oszillators musste auf einer Frequenz schwingen, die um die Ausgangsfrequenz niedriger als die Empfangsfrequenz ist. Nur so konnte erreicht werden, dass die entstehende Differenzfrequenz (also das HF-Ausgangssignal im Band I) die richtige Lage des Video-Seitenbandes und des Tonträgers im Bezug zum Bildträger hatte.
Sowohl Transistoren als auch Trioden arbeiteten in der rückwirkungsarmen Basis- bzw. Gitterbasisschaltung.
Alle UHF-Schwingkreise bzw. Bandfilter des Eingangskreises und des Oszillators waren Leitungskreise bzw. Topfkreise, d. h. sie bestanden aus einer geschlossenen Kammer, in der ein gestreckter dicker Draht oder ein Steg als Induktivität diente. Die Kopplung zwischen den Kreisen fand mittels Koppelschleifen statt. Der Aufbau entsprach den UHF-Tunern der damaligen Zeit.
Die Selektion der Differenzfrequenz im Band I bzw. die Unterdrückung des Austritts der verstärkten UHF- bzw. Oszillatorfrequenz erfolgte mit konventionellen LC-Kreisen.

## Alternativen
Teilweise waren Fernsehempfänger für die Nachrüstung mit einem UHF-Tuner vorbereitet. In diesem Fall war ein herstellerspezifischer UHF-Nachrüstsatz lieferbar, dessen Ausgang mit dem Eingang des Bild-ZF-Verstärkers verbunden wurde.
Ferner gab es Universal-UHF-Einbauteile (z. B. von Grundig). Diese konnten in alle (auch nicht für UHF vorbereitete) Fernsehgeräte eingebaut werden, sofern diese eine Zwischenfrequenz von 38,9 MHz verwendeten. Die Montage erfolgte entweder an einer freien Stelle der Seitenwand des Gehäuses oder in einer unbenutzten Lautsprecherabdeckung. Sofern am Fernsehgerät keine getrennte Antennenbuchse für UHF vorhanden war, musste eine zusätzliche Antennenplatte an der Rückwand befestigt werden. Die vom Einbauteil erzeugte ZF wurde über einen Aufblasbecher kapazitiv an die Anode der VHF-Mischröhre gekoppelt. Das Universal-UHF-Einbauteil besaß einen Umschalter zwischen VHF und UHF. Bei VHF-Empfang sorgte ein Vorwiderstand für eine Schonung der UHF-Röhren des Einbauteils.
Sofern ein Empfänger nicht für den organischen Einbau eines UHF-Teiles vorbereitet war, kamen auch UHF-Vorsatzgeräte infrage. Diese verfügten über eine eigene Stromversorgung und waren für alle Fabrikate mit einer ZF von 38,9 MHz verwendbar. Sie wurden in die Rückwand eingehängt oder in der Nähe des Fernsehgeräts aufgestellt. Am Vorsatzgerät wurden die Antennen für VHF und UHF angeschlossen; ein Ausgang wurde mit dem VHF-Antenneneingang des Fernsehempfängers verbunden, der andere zum Bild-ZF-Verstärker geführt. Die Umschaltung zwischen VHF und UHF erfolgte am Vorsatzgerät, wobei für den VHF-Empfang die Antenne einfach durchgeschaltet wurde.
Schieden die drei vorgenannten Möglichkeiten (Nachrüstung, Universal-Einbauteil oder Vorsatzgerät) aus, so verwendete man UHF-Konverter, die für alle Fernsehgeräte unabhängig vom Hersteller sowie der verwendeten Zwischenfrequenz verwendbar waren. Es war kein Eingriff am Gerät erforderlich, und vorhandene Abstimmhilfen wie magisches Band oder Bildschirmanzeigen standen auch beim UHF-Empfang zur Verfügung.